# QFU
Il QFU, uno dei codici Q, rappresenta l'orientamento magnetico di una pista di volo. La nomenclatura è del tipo x/y dove x varia da 0 a 18 e y differisce da x di 18.
x indica la decina di gradi a partire da nord girando in senso orario, y indica l'orientamento della pista nel verso opposto (18x10=180°). Ad esempio una pista 04/22 ha orientamento 40° oppure 220° a seconda della direzione puntata.
Il QFU interrogativo significa "qual è la direzione magnetica della pista?" (o il numero della pista da usare, ad esempio da 0° a 10° la testata pista numero 01), risposta avviso o ordine significa "la direzione magnetica della pista è" (o il numero della pista da usare, ad esempio da 21.6° la testata pista 22).

Esempio di orientamento di una pista

Si avranno quindi numerazioni di testate pista nell'ordine:
- 01 / 19
- 02 / 20
- 03 / 21
- 04 / 22
- 05 / 23
- 06 / 24
- 07 / 25
- 08 / 26
- 09 / 27
- 10 / 28
- 11 / 29
- 12 / 30
- 13 / 31
- 14 / 32
- 15 / 33
- 16 / 34
- 17 / 35
- 18 / 36

L'approssimazione avviene per difetto se l'ultima cifra è minore di 5 e per eccesso se maggiore o uguale a 5.
Il polo nord magnetico è diverso dal polo nord geografico (la correzione è riportata sulla carta aeronautica) ed è variabile, ragione per cui in alcuni aeroporti l'orientamento delle piste viene aggiornata periodicamente.
Piste parallele sono indicate, per esempio, come 17L/35R e 17R/35L (L = sinistra, R = destra, C = centro riferito alla direzione di volo).